# Benedict Friedlaender
Benedict Friedlaender (Berlín, 8 de julio de 1866 - ibíd., 21 de junio de 1908), fue un sexólogo y sociólogo alemán, militante de los derechos de los homosexuales y teórico del movimiento de liberación homosexual.

## Biografía
De familia acomodada de origen judío, Friedlaender estudió Matemáticas, Física, Botánica y Fisiología, doctorándose en Zoología. Sostuvo con sus fondos la lucha de las revistas anarquistas y también el Wissenschaftlich-humanitäres Komitee (Comité Científico-Humanitario, WhK) de Magnus Hirschfeld, entre cuyos objetivos estaban la despenalización de la homosexualidad y la abolición del párrafo 175 del Código Penal alemán, que consideraba delictivas las relaciones homosexuales.
Friedlaender fue inicialmente miembro del WhK, pero lo abandonó en 1906 y creó la "Secesión del Comité Científico-Humanitario" que perduró hasta la muerte de Friedlaender en 1908.

## Obras
- Die Renaissance des Eros Uranios. Die physiologische Freundschaft, ein normaler Grundtrieb des Menschen und eine Frage der männlichen Gesellungsfreiheit. In naturwissenschaftlicher, naturrechtlicher, culturgeschichtlicher und sittenkritischer Beleuchtung, Zacks, Berlín, 1904
- Die Liebe Platons im Lichte der modernen Biologie. Gesammelte kleinere Schriften. Mit einer Vorrede und dem Bilde des Verfassers, Zacks, Berlín,1909, 279 pp.